# María de Buenos Aires
María de Buenos Aires es una ópera-tango en dos actos con música de Astor Piazzolla y libreto de Horacio Ferrer, estrenada en Buenos Aires en 1968. La primera en denominarse "operita" dentro del repertorio lírico y mundial.
La primera parte de la trama surrealista se centra en las vivencias de una prostituta en Buenos Aires, Argentina; la segunda parte transcurre tras su muerte. Los personajes incluyen a María (y, tras su muerte, la Sombra de María), una cantante de payadas ; varios miembros del submundo porteño; un payador que funge como poeta y narrador; un duende y varias marionetas bajo su control; un circo de psicoanalistas ; fabricantes de pasta; y obreros de la construcción. Muchos elementos del libreto sugieren paralelismos entre María y la Virgen María, madre de Jesús o el propio Jesús.
Si bien no es ciertamente un opera-ballet en sentido estricto, porque se sustituye la danza clásica por tango, se enmarca dentro de la tradición de tener piezas de baile integrales a una obra operística. La música se inspira en el nuevo tango por el que Piazzolla es famoso. La idea original de la historia fue concebida por la amante de Piazzolla en el momento de su composición, Egle Martin, quien estaba casada con Eduardo "Lalo" Palacios. El papel principal fue concebido originalmente para Martin, pero mientras Piazzolla aún componía la operita, él y Martin rompieron después de que ella se comprometiera la navidad de 1967. Después de su ruptura, se necesitaba desesperadamente un reemplazo, pero Piazzolla pronto conoció a la cantante folklórica Amelita Baltar en la discoteca Nuestro Tiempo de Buenos Aires, anteriormente conocida como "676" y que alguna vez fue la base de Piazzolla en Argentina. La identificación de Baltar con el personaje de María, sumada a su belleza y cautivadora presencia escénica, la hicieron ideal para el papel.

## Argumento

### Primera parte
Es la hora en que despierta el aquelarre de la noche porteña. Y un Duende, que habla el argot oscuro y cabalístico de esa hora, evoca y conjura, entonces, la imagen de MARÍA DE BUENOS AIRES.
La imagen acude a esa convocatoria identificándose con el dulce tema de tango que es su lenguaje. 
A medias con La Voz de un Payador y con las Voces de los Hombres que volvieron del Misterio, El Duende hace una suerte de retrato interior del recuerdo de María.
Conjurada su imagen y presente su memoria, surge el relato de la vida de ella: un muchacho esquinero llamado Porteño Gorrión con Sueño pinta a María La Niña en el barrio y como magnetizada por extrañas fuerzas que la alejan de él. Cuenta luego de la noche en que ella se marcha y él la predestina a oír, para siempre, su desdeñada voz de varón en la voz de todos los hombres.
Silenciosa y alucinada, María atraviesa la ciudad y todo su ser va transubstanciándose en una rosa que ella lleva en el escote.
María brota repentinamente del asfalto de Corrientes y Esmeralda a las 5 de una tarde de enero. Y en tanto crece y se abre, La Voz de las Bocas de Tormenta repite esta sentencia: durante 7 horas esa rosa será para todos fuente de beatitud. Pasado tal plazo, será una fuente de penas. Cada grupo de Hombres y Mujeres de Corrientes y Esmeralda, reclama entonces para sí solo, la posesión de la rosa. En esa estéril disputa se van las horas marcadas por La Voz; y al dar la Medianoche El Bandoneón roba a la rosa y la encanalla.
Recuperada la forma de mujer, María canta su conversión al Mal.
Y en los fondos de la noche, ella danza esa consagración a la vida oscura como narcotizada por el ritmo sensual del Esquerzo Yumba con que El Bandoneón la acicatea.
También El Duende va quedando dramáticamente atrapado en la propia historia que viene contando: busca y enfrenta al Bandoneón; le quita la máscara romántica y convencional y delata al brujo que aquel lleva dentro, acusándolo del envilecimiento de María, para batirse, por último, con él, en un duelo canyengue.

### Segunda Parte
María desciende al infierno de las alcantarillas, donde los ladrones Antiguos y las Viejas Madamas la esperan y la reciben. Allí, el Ladrón Antiguo Mayor condena a LA SOMBRA DE MARÍA a regresar al otro infierno – el de la ciudad y la vida – y a vagar eternamente perseguida y lastimada por la luz del Sol. Después ante el cuerpo de María, los Ladrones y las Madamas enteran al Ladrón Antiguo Mayor, que el corazón de ella ha muerto.
Y El Duende relata el funeral que las criaturas de la noche hacen por esa primera muerte de María, cargando el cuerpo exánime de ella a través de la ciudad dormida.
Ya sepultado el cuerpo, comienza el largo vía crucis de La Sombra de María que deambula perdida, por Buenos Aires.
Sin atinar a quien confiar su desconcierto, La Sombra de María escribe una carta a los árboles y a las chimeneas del barrio. 
Errabunda y perpleja en su propio enigma, llega así a un raro circo regenteado por Los Analistas. En ese picadero donde son remordimientos, complejos y pesadillas los temerarios saltimbanquis, hace ella la pirueta de arrancarse unos recuerdos que no tiene, estimulada por El Analista Primero. Este, no logra interpretar la memoria de una sombra y la cree presa de una extraña locura. La Sombra de María, grotesca y sola,  sigue su marcha rumbo a la nada.
Borracho de su propio dolor y perdido el rastro de la Sombra de María, El Duende comienza a llamarla acodad en el estaño de un bar absurdo. Y le manda, con los parroquianos de ese boliche, un mensaje desesperado incitándola a descubrir en la inexplicable hondura de las cosas más simples, el misterio de la concepción.
Los compinches del Duende marionetas, chaplines, murguistas, angelitos de barro cocido, discepolines, ganan la calle enloquecidos, buscando el germen de un hijo para la Sombra de María. Ella es al fin alcanzada por el llamado del Duende. Y en tanto se le asoman en torno las encantadas e íntimas latitudes de la ciudad, se abraza hasta el desvarío a la revelación de la fecundidad.
Amanece, luego, un Domingo porteño, cuyo despreocupado y melancólico pasar van contando El Duende y Una Voz de ese Domingo. Ambos sin embargo, advierten, poco a poco, algo distinto a lo de todos los domingos. Y lo encuentran al divisar a La Sombra de María en el alto andamio de un edificio en construcción: desafiando a la luz del Sol, ella hace allí una frenética danza de embarazada sobrenatural de la que nace, al fin, una criatura. Pero mirando a ésta, las Amasadoras de Tallarines y los Tres Albañiles Magos, indican un hecho sobrecogedor: de La Sombra de María – redimida por el padecimiento y por sombra virgen – no ha nacido un Niño Jesús, sino otra Niña María. Y todos gritan su asombro: ¿es la propia María, ya muerta, que ha resucitado de su Sombra o es otra? ¿Todo ha concluido o recién comienza? ¿Lo que estamos viviendo es hoy o es ayer? Pero ni El Duende – ni nadie – puede ya responder a esa pregunta.

## Estilo
María de Buenos Aires es una ópera en dos partes, con 8 canciones cada una. La obra tiene una fuerte presencia surrealista, aunque el hilo conductor siempre sigue la vida y muerte de María en Buenos Aires. Abundan estereotipos y típicos personajes porteños, así como cotidianas escenas de los bajos de la capital argentina.

## Música

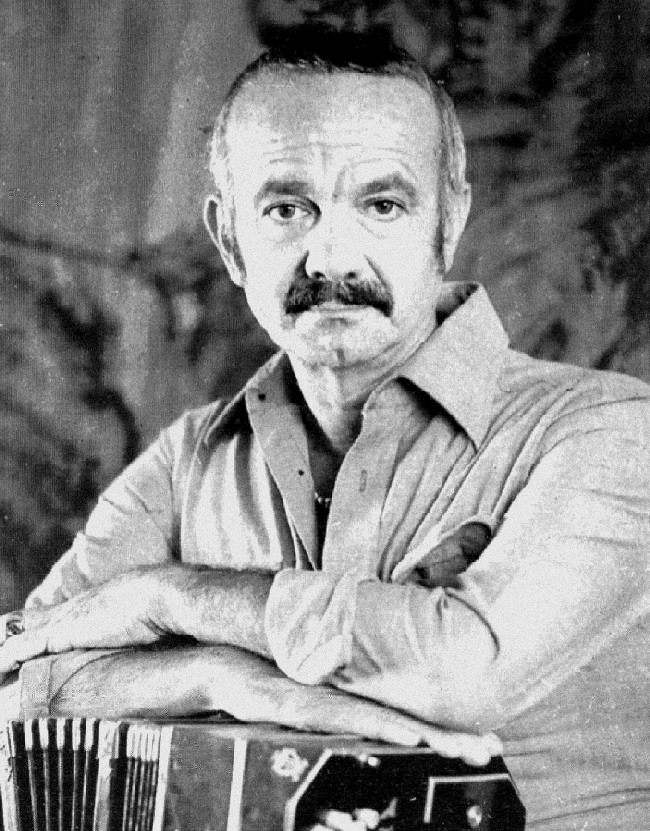
Astor Piazzolla (1971)

### Primera Parte
- Alevare
- Tema de María
- Balada Renga para un Organito Loco
- Yo soy María†
- Milonga Carrieguera por María la Niña
- Fuga y misterio
- Fábula de la Rosa en el Asfalto*
- Poema Valseado Para flauta, violonchelo y voz de mujer
- Esquerzo Yumba de las tres de la mañana*
- Tocata Rea para bandoneón, recitante y percusión

### Segunda Parte
- Miserere Canyengue de los Ladrones Antiguos en las alcantarillas
- Contramilonga a la funerala por la primera muerte de María
- Tangata Robada del Alba
- Carta de la Sombra María a los Árboles y las Chimeneas de su barrio
- Aria de los Analistas
- Romanza del Duende Poeta y Curda
- Andante a la Sordina para mi Buenos Aires tan querido (Allegro Tangabile)
- Milonguita de la Anunciación
- Pequeña Misa Zurda con Bandoneón y Tangus Dei

† Este cuadro no formó parte de la puesta en escena original.
* Estos dos cuadros no se incluyeron en la primera grabación, motivo por el cual sólo se incluyeron en la puesta de escena original.

## Recepción
La presentación original supuso el descubrimiento de Amelita Baltar por parte de Piazzolla. Los tres, conformarían un trío que editó varios discos. María de Buenos Aires fue representada incontables oportunidades alrededor del mundo, por distintos actores y recibiendo excelentes críticas. En 2003, Laura Piazzolla, presidenta de la Fundación Astor Piazzolla, reunió a diversas figuras del tango contemporáneo y reestrenó la obra en Argentina.
Esta ópera se representa poco; en las estadísticas de Operabase aparece la n.º 189 de las óperas representadas en 2005-2010, siendo la 1.ª en Argentina y la primera de Piazzolla, con 15 representaciones en el período.

## Grabaciones

### 1968, elenco original
- María/Sombra María: Amelita Baltar
- El duende: Horacio Ferrer
- La Voz de un Payador, Porteño Gorrión con Sueño, Ladrón Antiguo Mayor, Una Voz de Ese Domingo: Héctor de Rosas
- El Bandoneón: Astor Piazzolla

- Orquesta:

Jaime Gosis: piano
Antoni Agri y Hugo Baralis: violines
Nestor Panik: viola
Victor Pontino: chelo
Kicho Díaz: contrabajo
Arturo Schneider: flauta
Cacho Tirao: guitarra
Jose Corriale: percusión
Tito Bisio: xilofón, vibráfono y campanelli
- Dirección: Astor Piazzolla
- Trova TL-20/2

### 1998
- María/Sombra María: Julia Zenko
- El duende: Horacio Ferrer
- La Voz de un Payador, Porteño Gorrión con Sueño, Ladrón Antiguo Mayor, Una Voz de Ese Domingo: Jairo
- El Bandoneón: Per Arne Glorvigen
- Orquesta: Kremerata Baltica
- Coro: Coral Lírica de Buenos Aires
- Dirección: Gidon Kremer
- Trova TL-20/2

- María/Sombra María: Marina Gentile
- El duende: Nestor Garay
- La Voz de un Payador, Porteño Gorrión con Sueño, Ladrón Antiguo Mayor, Una Voz de Ese Domingo: Paolo Speca
- El Bandoneón: Massimiliano Pitocco
- I Solisti Aquilani
- Dirección: Vittorio Antonclini
- Dynamic CDS 185 / 1- 2